# Noah Baltus
Noah Baltus (* 3. Februar 2002) ist ein niederländischer Leichtathlet, der sich auf den Mittelstreckenlauf spezialisiert hat.

## Sportliche Laufbahn
Erste internationale Erfahrungen sammelte Noah Baltus im Jahr 2019, als er bei den U20-Europameisterschaften in Borås mit 3:51,32 min in der Vorrunde im 1500-Meter-Lauf ausschied. 2021 verpasste er bei den U20-Europameisterschaften in Tallinn mit 3:50,97 min den Finaleinzug und im Dezember gelangte er bei den Crosslauf-Europameisterschaften in Dublin nach 19:40 min auf den 66. Platz im U20-Rennen. 2023 belegte er bei den U23-Europameisterschaften in Espoo in 3:45,49 min den siebten Platz und im Jahr darauf kam er bei den Europameisterschaften in Rom mit 3:45,30 min nicht über den Vorlauf hinaus. 2025 verpasste er bei den Halleneuropameisterschaften in Apeldoorn mit 3:42,25 min den Finaleinzug.
2022 wurde Baltus niederländischer Meister im 1500-Meter-Lauf im Freien sowie 2023 in der Halle.

## Persönliche Bestzeiten
- 800 Meter: 1:47,74 min, 6. Juni 2021 in Hengelo
- 1500 Meter: 3:34,66 min, 19. Mai 2024 in Rehlingen-Siersburg
  - 1500 Meter (Halle): 3:37,67 min, 8. Februar 2025 in Metz
- Meile: 3:52,47 min, 6. September 2023 in Pfungstadt
  - Meile (Halle): 3:54,28 min, 3. Februar 2024 in Boston (niederländischer Rekord)
- 2000 Meter: 4:58,92 min, 8. September 2024 in Zagreb
- 3000 Meter: 7:40,17 min, 3. September 2024 in Rovereto
  - 3000 Meter (Halle): 7:42,61 min, 2. Februar 2025 in Val-de-Reuil